# 阿貓阿狗系列
阿貓阿狗系列遊戲，簡稱阿貓阿狗，是由大宇資訊股份有限公司（以下簡稱大宇）製作發行的中文角色扮演遊戲。主要劇情是敘述一名叫做樂樂的少年，帶領著鎮上的貓與狗冒險的故事。該系列的第一部作品於1998年發行，至今為止已經發表兩款單機遊戲作品，一款線上遊戲。

## 發行時間
- 1998年2月15日　阿貓阿狗
- 2005年7月7日　阿貓阿狗 2
- 2006年8月18日　阿貓阿狗大作戰Online繁體版公測
- 2006年9月5日　阿貓阿狗大作戰Online簡體版公測

## 阿貓阿狗1

### 遊戲特色與劇情
阿貓阿狗１代是由大宇資訊台北研發部的DOMO小組製作，故事主要是敘述發生在一個叫木桶鎮的寧靜小鎮上，有一位叫做樂樂的12歲少年，擁有能與動物交流的特異功能。由於小鎮上的貓在貓王的率領之下到處作亂，主角只好將鎮上的狗團結起來，與貓展開對抗。在對抗的過程中，發現一個叫大都市企業的組織企圖破壞小鎮，於是主角一行人跟著鎮上的狗與貓，踏上對抗現代工業的旅程。
阿貓阿狗１代的風格充滿了童趣與懷舊，使人有反璞歸真、回歸自然與單純的感受，美術風格清新可愛。而遊戲的劇情則對環境污染、教育制度、宗教信仰、知識以及集權統治有著省思，並以反諷的方式描述。

### 遊戲系統
遊戲內結合了DOMO小組的另外一部作品軒轅劍系列的傳統，將煉妖系統改名為合成系統，讓玩家自由的合成物品。另外並增添開發系統，玩家在取得創意點數之後，可以依據不同種類開發出各種裝備與道具，算是之後軒轅劍肆遊戲中天書系統的前驅。
戰鬥方式則與最終幻想VII類似，敵我雙方分列畫面左右方展開半即時制的戰鬥，角色擁有獨立的時間軸，此種戰鬥方式也成為後來軒轅劍參戰鬥系統所採納。遊戲戰鬥可能會在地圖上任何地點直接展開，並不會切換進入戰鬥畫面，「就地開打」的作法相當有趣，也相當受到好評。而且能敵我不分的展開無差別攻擊，讓戰鬥變數更多。

## 阿貓阿狗2

### 遊戲特色與劇情
阿貓阿狗２代是由大宇資訊的分公司上海軟星製作，故事延續一代的劇情，描述樂樂從大都市救災完返回木桶鎮後，卻得到居住的房子將被賣掉的消息。接著各種商業活動侵入木桶鎮，讓原本純樸的木桶鎮被各種商業行銷手段弄得亂七八糟，於是樂樂再次跟昔日的夥伴合作，為了守護家園而戰。
阿貓阿狗２代的風格仍以童稚、卡通風格為主，並依舊維持輕鬆詼諧風格，偶爾穿插不少溫馨的橋段。劇情方面，二代主要都是將重點放在諷刺與嘲弄社會亂象上，特別是黑心商品與不當的行銷策略，維持阿貓阿狗系列以生活作為題材的特色。

### 遊戲系統
二代延續了一代的開發與合成系統，但自由度變低，而且就算把五類研發項目提升至全滿，也未必能學會所有配方。但是大致上玩家還是可以多作嘗試，使用不同的物品合成，仍會有不少驚喜。
戰鬥面化雖然看似與一代相仿，但因為使用的是上海軟星前作仙劍奇俠傳三與仙劍奇俠傳三外傳·問情篇的遊戲引擎，因此戰鬥引擎也以該兩套遊戲為基礎。因為受到遊戲引擎的限制，戰鬥仍要另外進入戰鬥畫面，而招式的使用與操作介面，也較接近前述兩款遊戲。
不過上海軟星也延續了旗下作品一貫的特色，在遊戲當中藏有多達8個小遊戲，其中有一些小遊戲是劇情進行到某一階段時就會出現，會影響劇情延續，有些小遊戲則純粹是娛樂性質。

### 負面評價
二代遊戲在更換製作團隊後，部分前作的特色未能延續，部分仿造前作的行為卻因為太刻意造成反效果，造成玩家與電玩雜誌多半給予負面評價。例如一代反諷的主題相當廣泛，包含法律、政治、教育等各種角度，但二代卻幾乎只侷限在批判現代商業手法；一代合成系統什麼都可以合成，二代卻有侷限性；一代可以到處蒐集資源，二代卻只要指派貓狗進行，失去了蒐集的樂趣；一代遊戲整個木桶鎮都是故事的舞台，二代卻只侷限在東南區域；一代的對話輕鬆有趣但仍圍繞主題，二代卻變成搞笑氾濫反而失去劇情重心等。

## 阿貓阿狗大作戰 Online

### 遊戲簡介
阿貓阿狗大作戰 Online是由大宇資訊的分公司上海軟星製作，為一款休閒線上遊戲，主要是大宇資訊看準當時爆爆王、瘋狂坦克等休閒遊戲當紅，希望能推出類似的休閒射擊遊戲，搶攻休閒遊戲市場，以購買虛寶道具的免費遊戲方式營運。
遊戲中玩家將指揮一群貓狗，駕駛坦克在木桶鎮街頭巷尾展開激烈的戰鬥，是一款很單純的坦克射擊遊戲。畫風與阿貓阿狗2相仿，都是渲染卡通畫風，玩家只要透過簡單的上下左右按鍵就可以靈活操作坦克，搭配小地圖顯示，跟對戰的對手各自駕駛坦克對決。 

### 營運時間
阿貓阿狗大作戰Online於2006年3月8日開放玩家參與內部測試(CB)，並於2006年6月29日擴大內測。繁體版於2006年8月18日正式公開測試(OB)，並納入旗下休閒平台JoyEZ當中，簡體版則於9月5日公開測試。但由於遊戲完成度不高，遲遲無法收費，最後簡體版於2006年11月11日結束營運繁體版雖沒有立即結束，但也無限期停止收費，最後在大宇於2007年2月結束休閒平台後隨之結束營運。

## 阿貓阿狗：重返木桶鎮
2017年8月16日至31日以「阿貓阿狗:最強同萌」菁英封測(CCB)，
並於12月20日起正式公開測試(OB)。
2018年7月20日停止營運。

## 外部連結
- 阿貓阿狗系列官方網站 （页面存档备份，存于）
- 阿貓阿狗官方的Facebook專頁（繁體中文）